# Mohamed Tribèche
Mohamed Tribèche (ur. 14 czerwca 1964 w Satifie) – algierski piłkarz grający na pozycji pomocnika. W swojej karierze rozegrał 2 mecze w reprezentacji Algierii.

## Kariera klubowa
Swoją karierę piłkarską Tribèche rozpoczął w klubie ES Sétif. W sezonie 1983/1984 zadebiutował w jego barwach w pierwszej lidze algierskiej. W sezonie 1985/1986 wywalczył z nim wicemistrzostwo Algierii, a w sezonie 1986/1987 został mistrzem tego kraju. W 1988 roku zdobył Puchar Mistrzów. W latach 1994–1996 był piłkarzem CS Constantine, a w sezonie 1996/1997 grał w WA Boufarik. W sezonie 1997/1998 ponownie występował w ES Sétif, w którym zakończył karierę.

## Kariera reprezentacyjna
W reprezentacji Algierii Tribèche zadebiutował 16 grudnia 1991 roku w wygranym 3:1 towarzyskim meczu z Senegalem, rozegranym w Algierze. W 1992 roku został powołany do kadry na Puchar Narodów Afryki 1992. Na tym turnieju nie rozegrał żadnego meczu. W kadrze narodowej rozegrał 2 mecze, oba w 1991 roku.